# Сульфатне мило
Сульфатне мило — другорядний продукт при виробництві целюлози. Складається з 50 – 60 % натрієвих солей жирних смоляних кислот, солей окси-кислот, води і мінеральних компонентів. 
Сульфатне мило служить вихідним продуктом для виробництва талового масла, яке отримують у результаті розкладення сульфатного мила сірчаною кислотою. Іноді ввикористовується як реагент-збирач при флотації. 